# Ifjúság-sziget
Az Ifjúság-sziget (spanyolul Isla de la Juventud, korábban Pinos) a Karib-tengerben fekvő, Kubához tartozó sziget.
Kuba délnyugati partjától közel 100 km-re fekszik. Területe 2419 km². Legnagyobb települése és székhelye Nueva Gerona az északi parton.
Eredetileg Pinos volt a neve, de a helyi mezőgazdaság és oktatás fejlesztésében tevékenyen részt vevő kubai ifjúság tiszteletére a szigetet 1978-tól hivatalosan Ifjúság-sziget néven említik. A régebben jókora börtönéről hírhedt sziget ma citrustermesztő központ. 

## Látnivalók
- Playa Bibijagua (strand), fekete homokjáról ismert
- Centro Internacional de Buceo (Nemzetközi Búvárközpont)
- Cayo Largo del Sur és Marina Cayo Largo del Sur szigetek
- Presidio Modelo (börtön)
- Cuevas de Punta del Este (barlangok)
- Parque Nacional Ciénaga de Lanier (természetvédelmi terület)
- "CEAA" Centro Experimental de Artes Aplicadas (iparművészeti központ)

## Képek

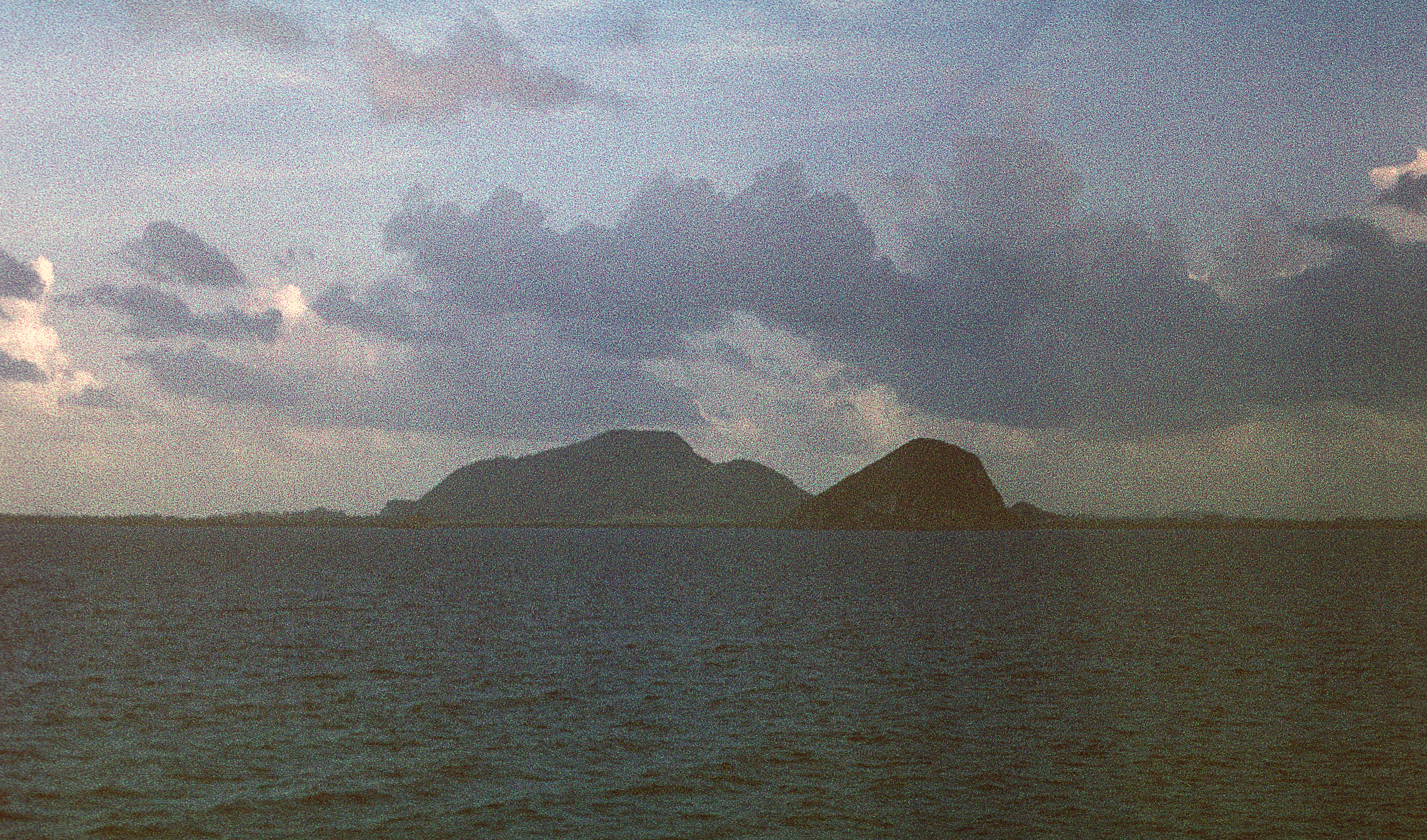
A sziget távolról
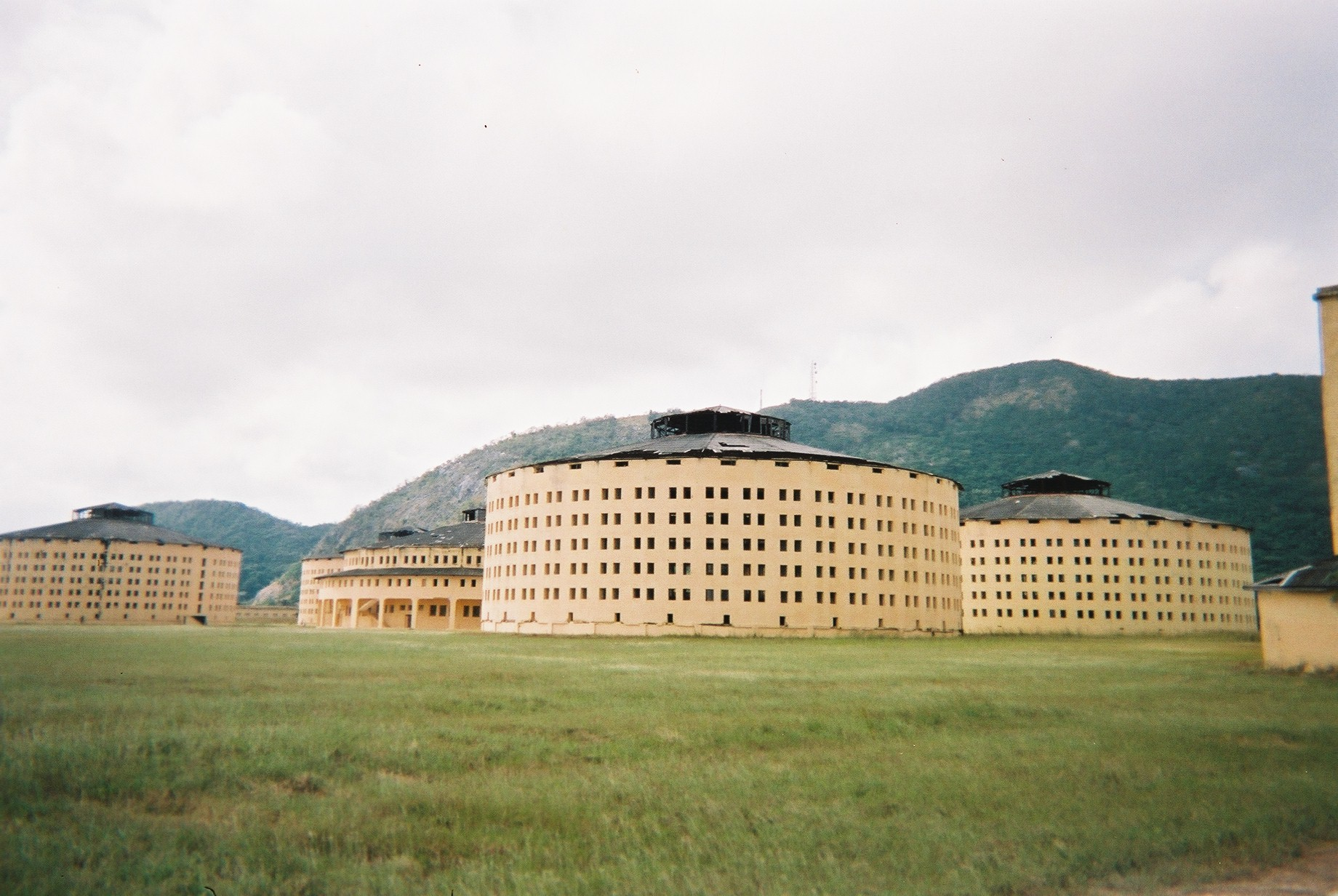
Presidio Modelo (börtön)

## Fordítás
- Ez a szócikk részben vagy egészben  az   Isla_de_la_Juventud című spanyol Wikipédia-szócikk fordításán alapul.  Az eredeti cikk szerkesztőit annak laptörténete sorolja fel. Ez a jelzés csupán a megfogalmazás eredetét és a szerzői jogokat jelzi, nem szolgál a cikkben szereplő információk forrásmegjelöléseként.

## Külső hivatkozások
- Gerona portál (spanyolul)